# Berneuil-sur-Aisne
Pour les articles homonymes, voir Berneuil.
Berneuil-sur-Aisne  est une commune française située dans le département de l'Oise, dans la région naturelle du Soissonnais, dans la vallée de l'Aisne, en région Hauts-de-France.

## Géographie

### Description
Berneuil-sur-Aisne est un village picard de la vallée de l'Aisne situé à 12 km à l'est de Compiègne, 24 km à l'ouest de Soissons, 52 km au sud-ouest de Saint-Quentin et à 77 km au nord-est de Paris.

### Communes limitrophes
|               | Saint-Crépin-aux-Bois |          |
| Rethondes     | Berneuil-sur-Aisne    | Attichy  |
| Trosly-Breuil | Cuise-la-Motte        | Couloisy |

### Hydrographie
La commune est située dans le bassin Seine-Normandie. Elle est drainée par l'Aisne, le fossé 01 de la commune de Berneuil-sur-Aisne, le fossé du Ruzon et le Fourchon,,.
L'Aisne est un  cours d'eau naturel navigable de 256 km de longueur, traversant les cinq départements Meuse, Marne, Ardennes, Aisne, Oise. Elle est un affluent en rive gauche de l'Oise, ce qui fait d'elle un sous-affluent de la Seine. Les caractéristiques hydrologiques de l'Aisne sont données par la station hydrologique située sur la commune de Choisy-au-Bac. Le débit moyen mensuel est de 65,4 m3/s. Le débit moyen journalier maximum est de 451 m3/s, atteint lors de la crue du 28 décembre 1993.

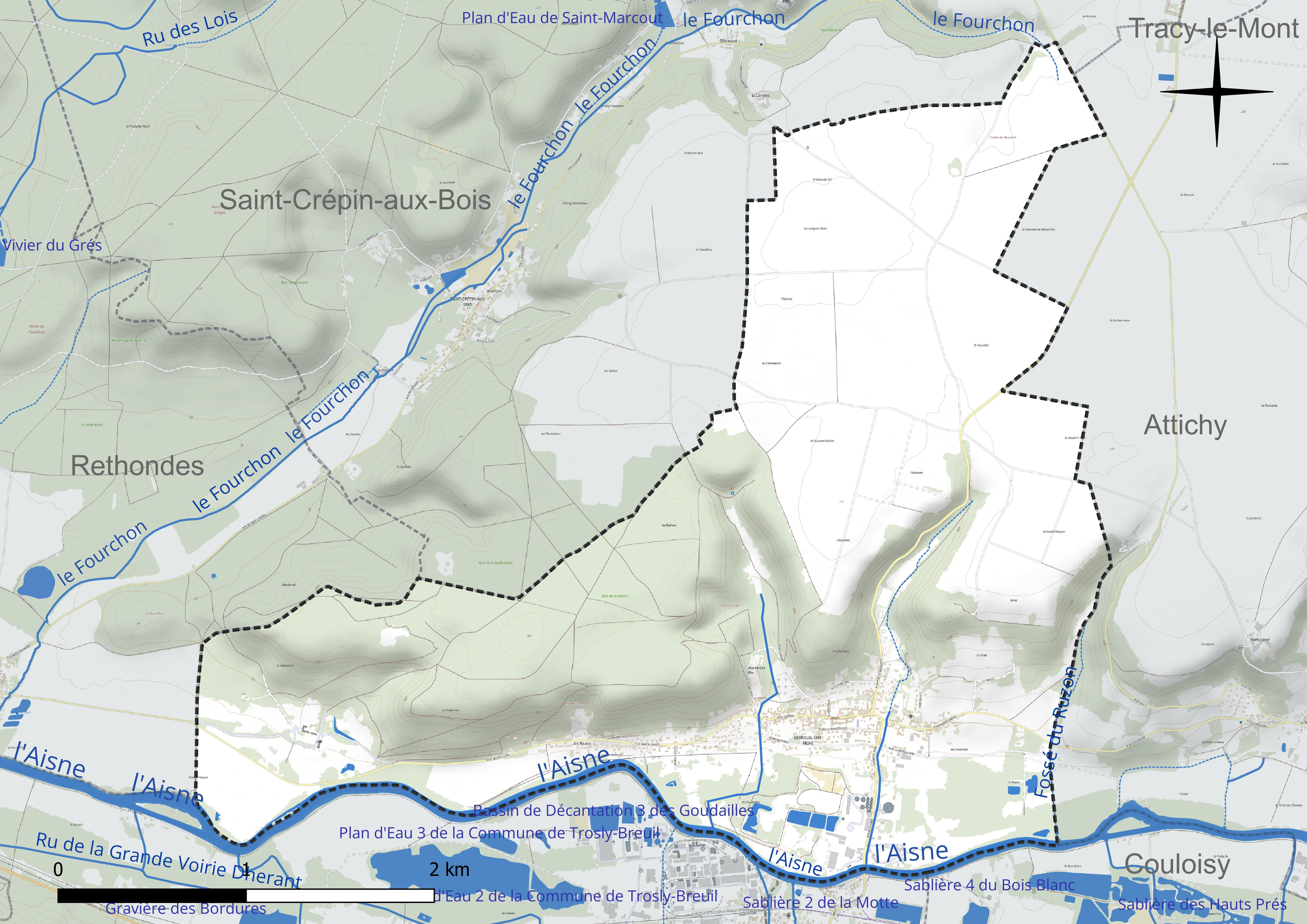
Réseau hydrographique de Berneuil-sur-Aisne.

Deux plans d'eau complètent le réseau hydrographique : le bassin de décantation 1 des Goudailles (1,8 ha) et le bassin de décantation 3 des Goudailles (0,9 ha),.

### Climat
Pour des articles plus généraux, voir Climat des Hauts-de-France et Climat de l'Oise.
En 2010, le climat de la commune est de type climat océanique dégradé des plaines du Centre et du Nord, selon une étude du CNRS s'appuyant sur une série de données couvrant la période 1971-2000. En 2020, Météo-France publie une typologie des climats de la France métropolitaine dans laquelle la commune est dans une zone de transition entre le climat océanique et le climat océanique altéré et est dans la région climatique  Nord-est du bassin Parisien, caractérisée par un ensoleillement médiocre, une pluviométrie moyenne régulièrement répartie au cours de l'année et un hiver froid (3 °C). 
Pour la période 1971-2000, la température annuelle moyenne est de 10,7 °C, avec une amplitude thermique annuelle de 14,9 °C. Le cumul annuel moyen de précipitations est de 733 mm, avec 11,6 jours de précipitations en janvier et 8,5 jours en juillet. Pour la période 1991-2020, la température moyenne annuelle observée sur la station météorologique la plus proche, située sur la commune de Margny-lès-Compiègne à 13 km à vol d'oiseau, est de 11,2 °C et le cumul annuel moyen de précipitations est de 633,5 mm,. Pour l'avenir, les paramètres climatiques de la commune estimés pour 2050 selon différents scénarios d'émission de gaz à effet de serre sont consultables sur un site dédié publié par Météo-France en novembre 2022.

## Urbanisme

### Typologie
Au 1er janvier 2024, Berneuil-sur-Aisne est catégorisée bourg rural, selon la nouvelle grille communale de densité à sept niveaux définie par l'Insee en 2022.
Elle appartient à l'unité urbaine de Trosly-Breuil, une agglomération intra-départementale regroupant quatre  communes, dont elle est une commune de la banlieue,,. Par ailleurs la commune fait partie de l'aire d'attraction de Compiègne, dont elle est une commune de la couronne,. Cette aire, qui regroupe 101 communes, est catégorisée dans les aires de 50 000 à moins de 200 000 habitants,.

### Occupation des sols
L'occupation des sols de la commune, telle qu'elle ressort de la base de données européenne d'occupation biophysique des sols Corine Land Cover (CLC), est marquée par l'importance des territoires agricoles (54,1 % en 2018), en augmentation par rapport à 1990 (51,5 %). La répartition détaillée en 2018 est la suivante : 
terres arables (42 %), forêts (36,3 %), zones agricoles hétérogènes (12 %), zones urbanisées (7,3 %), zones industrielles ou commerciales et réseaux de communication (2,4 %). L'évolution de l'occupation des sols de la commune et de ses infrastructures peut être observée sur les différentes représentations cartographiques du territoire : la carte de Cassini (XVIIIe siècle), la carte d'état-major (1820-1866) et les cartes ou photos aériennes de l'IGN pour la période actuelle (1950 à aujourd'hui).

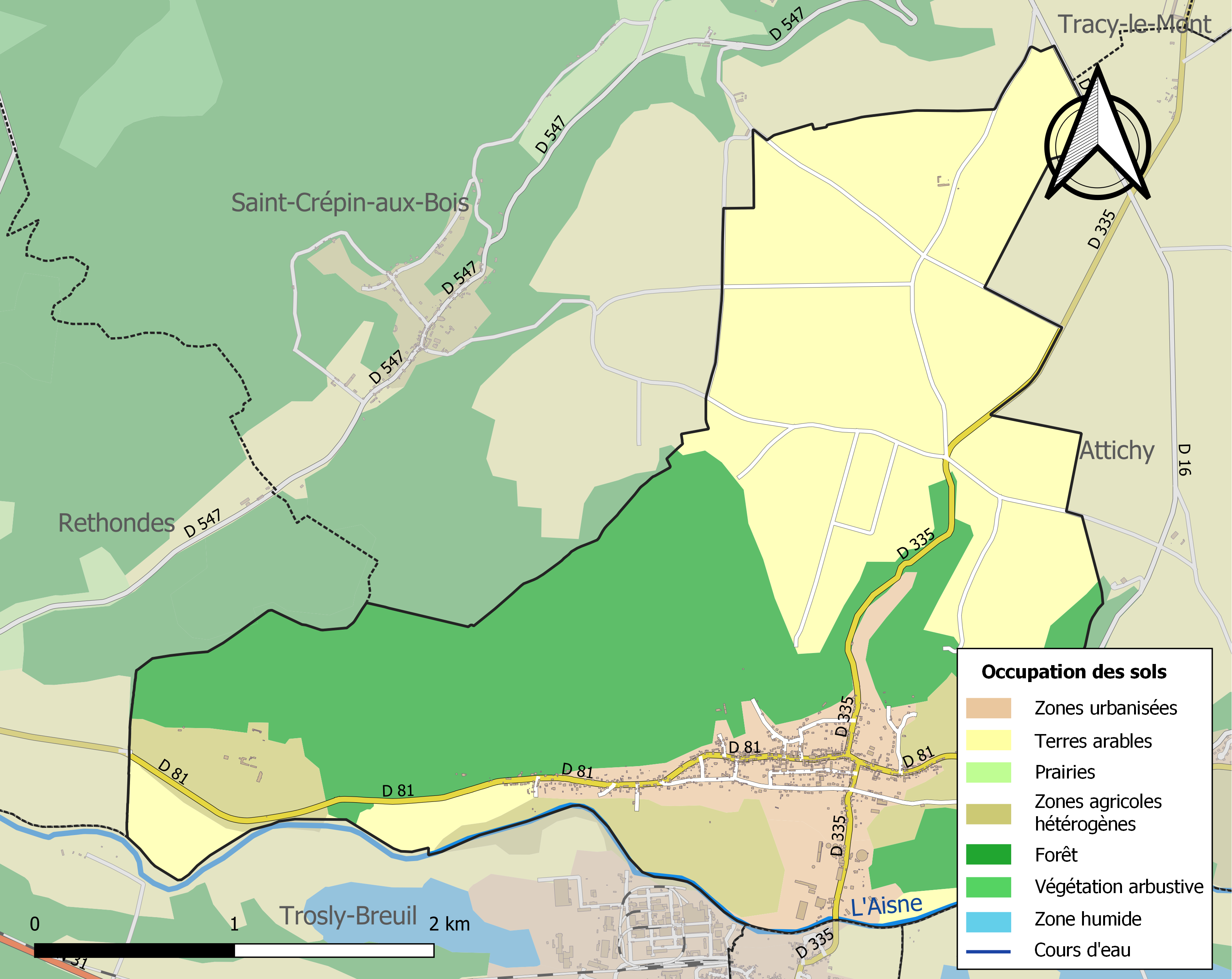
Carte des infrastructures et de l'occupation des sols de la commune en 2018 (CLC).

### Habitat et logement
En 2018, le nombre total de logements dans la commune était de 423, alors qu'il était de 407 en 2013 et de 395 en 2008.
Parmi ces logements, 92,4 % étaient des résidences principales, 2,1 % des résidences secondaires et 5,5 % des logements vacants. Ces logements étaient pour 96,7 % d'entre eux des maisons individuelles et pour 2,9 % des appartements.
Le tableau ci-dessous présente la typologie des logements à Berneuil-sur-Aisne en 2018 en comparaison avec celle de l'Oise et de la France entière. Une caractéristique marquante du parc de logements est ainsi une proportion de résidences secondaires et logements occasionnels (2,1 %) inférieure à celle du département (2,5 %) mais supérieure à celle de la France entière (9,7 %). Concernant le statut d'occupation de ces logements, 88,4 % des habitants de la commune sont propriétaires de leur logement (89,8 % en 2013), contre 61,4 % pour l'Oise et 57,5 pour la France entière.
| Typologie                                               | Berneuil-sur-Aisne | Oise | France entière |
| ------------------------------------------------------- | ------------------ | ---- | -------------- |
| Résidences principales (en %)                           | 92,4               | 90,4 | 82,1           |
| Résidences secondaires et logements occasionnels (en %) | 2,1                | 2,5  | 9,7            |
| Logements vacants (en %)                                | 5,5                | 7,1  | 8,2            |

### Voies de communication et transports
La commune est desservie par la RD 81, et est aisément accessible depuis la route nationale 31, et est traversé par l'ancienne ligne de Rochy-Condé à Soissons. La station de chemin de fer la plus proche est la gare de Compiègne, desservie par des trains TER Hauts-de-France qui effectuent des missions entre les gares : de Paris-Nord et de Saint-Quentin ou Compiègne ; de Compiègne et de Saint-Quentin ; de Compiègne et d'Amiens.
La commune est desservie, en 2023, par les lignes 652, 653 et 6302 du réseau interurbain de l'Oise.

## Toponymie
Le nom de la localité est attesté sous les formes « Bernogellum super fluvium Axonam in pago Noviomense » (823) ; ex villa nostra Bernoilo (849) ; Bernolium (871) ; Bernoilum (879) ; Bernoil (vers 1220) ; in molendino de berneuil (1230) ; Bernuile (1242) ; Vernolium (1308) ; Vernoilum (1320) ; de Bernolio (1332) ; Bernueilg (1337) ; Bernueil (1402) ; Berneul (1402) ; Bernoil (vers 1530) ; Bernoeul (vers 1530) ; Berneuil (1667) ; Berneuil-sur-Aisne (1840).

De l'oronyme celtique bren- (« hauteur »), le village est bâti sur les basses pentes d'un plateau qui domine la vallée de l'Aisne.
L'Aisne, qui limite le territoire communal au sud, est une rivière du nord de la France, dans les deux régions Grand Est et Hauts-de-France.

## Histoire
Selon Émile Coët, «Il y avait à Berneuil un prieuré de la Joye, dit Sainte-Claire, de l'ordre de Citeaux. Ce fut d'abord une maladrerie ; mais mal dirigée par ceux qui étaient chargés de ce soin, Jacques de Bazoches,  évêque de Soissons, du consentement de son chapitre, donna les bâtiments et les biens à des religieuses pour y demeurer, à la condition qu'elles feraient rebâtir une autre maladrerie, ce qui fut exécuté. Cette cession fut faite au mois de juillet 1234.
L'érection de ce lieu en abbaye fut consentie par l'évêque de Soissons, en décembre 1240, sur la demande de la reine et après que les abbés d'Igny et de Longpont s'y furent transportés.
Saint-Louis donna la place où était l'abbaye,dans les fins et limites de sa haute justice et seigneurie des Ruisseaux. Le roi ajouta encore, en mars 1242, dix livres à prendre annuellement sur Compiègne et trois maisons sises près du pont  ».
Pendant la Première Guerre mondiale, le village a subi d'importantes destructions et a  été décoré de la Croix de guerre 1914-1918, le 21 février 1921.

## Politique et administration

### Rattachements administratifs et électoraux

#### Rattachements administratifs
La commune se trouve depuis 1926 dans l'arrondissement de Compiègne du département de l'Oise.
Elle faisait partie depuis 1801 du canton d'Attichy. Dans le cadre du redécoupage cantonal de 2014 en France, cette circonscription administrative territoriale a disparu, et le canton n'est plus qu'une circonscription électorale.

#### Rattachements électoraux
Pour les élections départementales, la commune fait partie depuis 2014 du canton de Compiègne-1
Pour l'élection des députés, elle fait partie de la cinquième circonscription de l'Oise.

### Intercommunalité
Berneuil-sur-Aisne est membre de la communauté de communes des Lisières de l'Oise, un établissement public de coopération intercommunale (EPCI) à fiscalité propre créé en 2000 sous le nom de communauté de communes du Canton d'Attichy et auquel la commune a transféré un certain nombre de ses compétences, dans les conditions déterminées par le code général des collectivités territoriales.

### ;Liste des maires
| Période                                  | Période                         | Identité         | Étiquette | Qualité                                     |
| ---------------------------------------- | ------------------------------- | ---------------- | --------- | ------------------------------------------- |
| Les données manquantes sont à compléter. |                                 |                  |           |                                             |
| mars 2001                                | 2014                            | François Mahieux | UMP       |                                             |
| 2014                                     | octobre 2019                    | Daniel Gueguen   |           | Ancien directeur d'école Décédé en fonction |
| 20 décembre 2019                         | En cours (au 16 septembre 2021) | Étienne Frère    |           | Réélu pour le mandat 2020-2026              |

## Équipements et services publics

### Enseignement
Les enfants de la commune sont scolarisés au sein du groupe scolaire Henri-Massein, qui compte des classes maternelles et primaires. 82 enfants y sont inscrits à la rentrée 2021/2022.

## Population et société

### Démographie

#### Évolution démographique
L'évolution du nombre d'habitants est connue à travers les recensements de la population effectués dans la commune depuis 1793. Pour les communes de moins de 10 000 habitants, une enquête de recensement portant sur toute la population est réalisée tous les cinq ans, les populations de référence des années intermédiaires étant quant à elles estimées par interpolation ou extrapolation. Pour la commune, le premier recensement exhaustif entrant dans le cadre du nouveau dispositif a été réalisé en 2007.

En 2022, la commune comptait 937 habitants, en évolution de −6,95 % par rapport à 2016 (Oise : +0,87 %, France hors Mayotte : +2,11 %).
| 1793 | 1800 | 1806 | 1821 | 1831 | 1836 | 1841 | 1846 | 1851 |
| ---- | ---- | ---- | ---- | ---- | ---- | ---- | ---- | ---- |
| 585  | 587  | 592  | 564  | 630  | 608  | 640  | 626  | 600  |

| 1856 | 1861 | 1866 | 1872 | 1876 | 1881 | 1886 | 1891 | 1896 |
| ---- | ---- | ---- | ---- | ---- | ---- | ---- | ---- | ---- |
| 592  | 601  | 574  | 600  | 607  | 580  | 590  | 599  | 551  |

| 1901 | 1906 | 1911 | 1921 | 1926 | 1931 | 1936 | 1946 | 1954 |
| ---- | ---- | ---- | ---- | ---- | ---- | ---- | ---- | ---- |
| 655  | 707  | 720  | 663  | 722  | 721  | 695  | 673  | 722  |

| 1962 | 1968 | 1975 | 1982 | 1990 | 1999 | 2006 | 2007 | 2012  |
| ---- | ---- | ---- | ---- | ---- | ---- | ---- | ---- | ----- |
| 662  | 697  | 700  | 811  | 875  | 922  | 989  | 998  | 1 013 |

| 2017  | 2022 | - | - | - | - | - | - | - |
| ----- | ---- | - | - | - | - | - | - | - |
| 1 004 | 937  | - | - | - | - | - | - | - |

#### Pyramide des âges
La population de la commune est relativement jeune.
En 2018, le taux de personnes d'un âge inférieur à 30 ans s'élève à 35,8 %, soit en dessous de la moyenne départementale (37,3 %). À l'inverse, le taux de personnes d'âge supérieur à 60 ans est de 24,7 % la même année, alors qu'il est de 22,8 % au niveau départemental.
En 2018, la commune comptait 488 hommes pour 513 femmes, soit un taux de 51,25 % de femmes, légèrement supérieur au taux départemental (51,11 %).
Les pyramides des âges de la commune et du département s'établissent comme suit.
| Hommes | Classe d’âge | Femmes |
| ------ | ------------ | ------ |
| 0,0    | 90 ou +      | 1,8    |
| 4,4    | 75-89 ans    | 5,6    |
| 18,5   | 60-74 ans    | 19,0   |
| 21,1   | 45-59 ans    | 20,5   |
| 19,1   | 30-44 ans    | 18,3   |
| 16,7   | 15-29 ans    | 15,2   |
| 20,2   | 0-14 ans     | 19,5   |

| Hommes | Classe d’âge | Femmes |
| ------ | ------------ | ------ |
| 0,5    | 90 ou +      | 1,4    |
| 5,5    | 75-89 ans    | 7,6    |
| 15,6   | 60-74 ans    | 16,3   |
| 20,8   | 45-59 ans    | 20     |
| 19,4   | 30-44 ans    | 19,4   |
| 17,6   | 15-29 ans    | 16,2   |
| 20,6   | 0-14 ans     | 19,1   |

## Culture locale et patrimoine

### Lieux et monuments

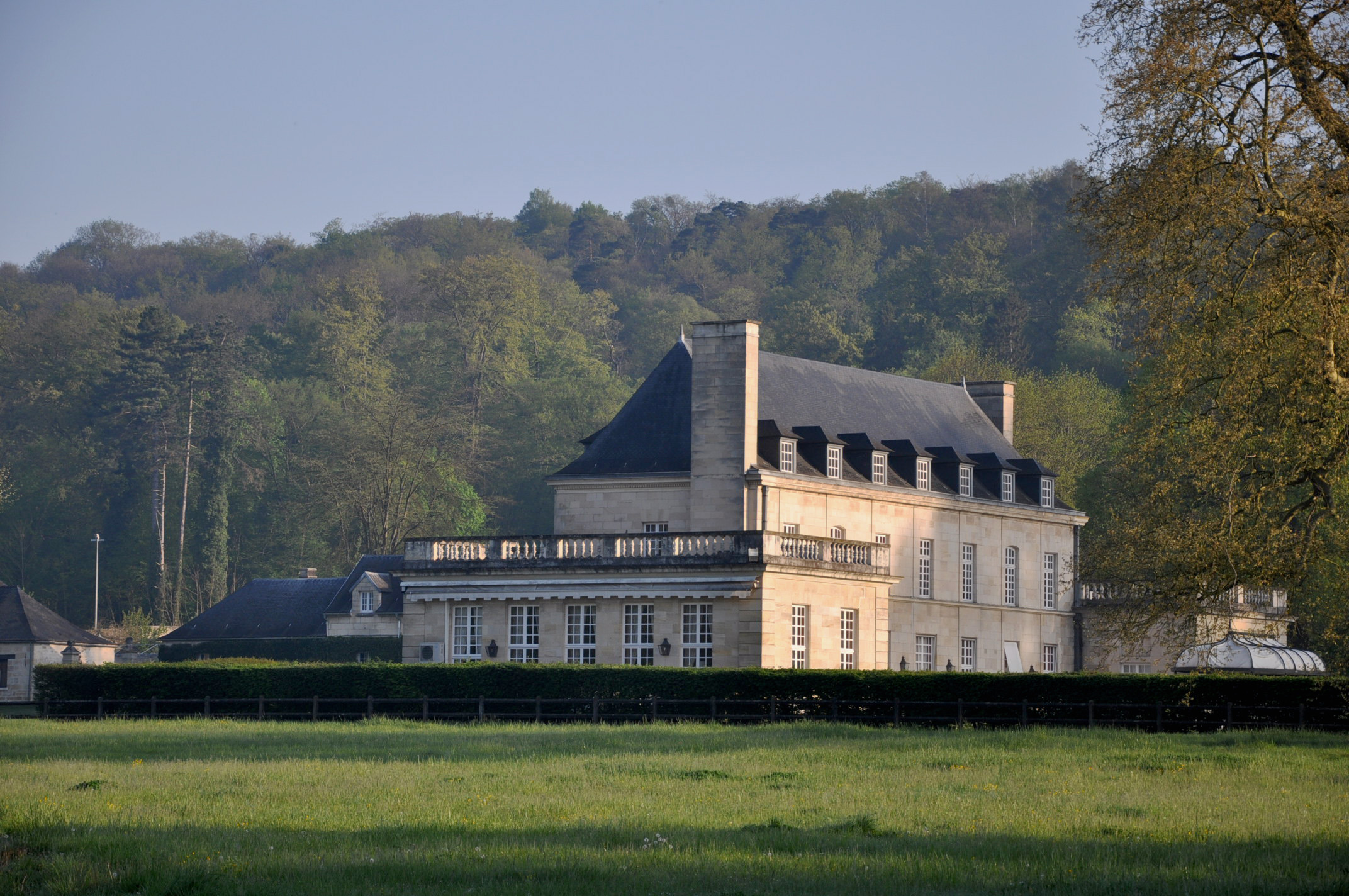
Château Sainte-Claire

- Le château de Berneuil-sur-Aisne, qui se situe rue Raymond-Faroux, et est actuellement en cours de restauration, présent dans cette commune depuis les tout  premiers temps du Moyen Âge.
- Le château de Sainte-Claire, qui est devenu aujourd'hui un domaine de chasse privé.
- Abbaye Notre-Dame de la Joie.
- Église Saint-Rémi, édifiée au XIe siècle et en partie reconstruite au XVe[36].
- Un monument aux morts, présent sur la place de l'Église, qui a été restaurée en 2002, avec une fontaine située en son centre.

### Personnalités liées à la commune
- René Gamain, homme politique, (1859 à Berneuil-sur-Aisne - 1893 à Champigny-sur-Marne), maire de Champigny-sur-Marne, élu au Conseil général de la Seine.

### Héraldique
| Blason de Berneuil-sur-Aisne | Blason  | D'azur à la jumelle ondée d'argent, chaque fasce côtoyée de deux trangles ondées du même, accompagnée, en chef à dextre d'une fleur de lys, à senestre d'un lion et en pointe d'un épervier essorant, le tout d'or. |
| Blason de Berneuil-sur-Aisne | Détails | Le statut officiel du blason reste à déterminer. |